# Giro d’Italia 1949
Der 32. Giro d’Italia wurde in 19 Abschnitten und 4088 Kilometern vom 21. Mai bis zum 12. Juni 1949 ausgetragen und vom Italiener Fausto Coppi gewonnen. Von den 102 gestarteten Fahrern erreichten 65 das Ziel in Monza.
Zu den Neuerungen 1949 zählte, dass zum ersten Mal eine internationale Rennjury das Rennen überwachte.

## Verlauf
| Etappe | von                | nach               | km       | Gewinner           | Maglia rosa     |
| ------ | ------------------ | ------------------ | -------- | ------------------ | --------------- |
| 1      | Palermo            | Catania            | 261      | Mario Fazio        | Mario Fazio     |
| 2      | Catania            | Messina            | 163      | Sergio Maggini     | Giordano Cottur |
| 3      | Villa San Giovanni | Cosenza            | 214      | Guido De Santi     | Giordano Cottur |
| 4      | Cosenza            | Salerno            | 292      | Fausto Coppi       | Giordano Cottur |
| 5      | Salerno            | Neapel             | 161      | Serafino Biagioni  | Giordano Cottur |
| 6      | Neapel             | Rom                | 233      | Mario Ricci        | Giordano Cottur |
| 7      | Rom                | Pesaro             | 298      | Adolfo Leoni       | Mario Fazio     |
| 8      | Pesaro             | Venedig            | 273      | Luigi Casola       | Mario Fazio     |
| 9      | Venedig            | Udine              | 249      | Adolfo Leoni       | Adolfo Leoni    |
| 10     | Udine              | Bassano del Grappa | 294      | Giovanni Corrieri  | Adolfo Leoni    |
| 11     | Bassano del Grappa | Bozen              | 237      | Fausto Coppi       | Adolfo Leoni    |
| 12     | Bozen              | Modena             | 253      | Oreste Conte       | Adolfo Leoni    |
| 13     | Modena             | Montecatini Terme  | 160      | Adolfo Leoni       | Adolfo Leoni    |
| 14     | Montecatini Terme  | Genua              | 228      | Vincenzo Rossello  | Adolfo Leoni    |
| 15     | Genua              | San Remo           | 136      | Luciano Maggini    | Adolfo Leoni    |
| 16     | San Remo           | Cuneo              | 190      | Oreste Conte       | Adolfo Leoni    |
| 17     | Cuneo              | Pinerolo           | 254      | Fausto Coppi       | Fausto Coppi    |
| 18     | Pinerolo           | Turin              | 65 (EZF) | Antonio Bevilacqua | Fausto Coppi    |
| 19     | Turin              | Monza              | 267      | Giovanni Corrieri  | Fausto Coppi    |

## Endstände
| Sieger      | Fausto Coppi      | 125:25:50 h |
| Zweiter     | Gino Bartali      | + 23:47 min |
| Dritter     | Giordano Cottur   | + 38:27 min |
| Vierter     | Adolfo Leoni      | + 39:01 min |
| Fünfter     | Giancarlo Astrua  | + 39:50 min |
| Sechster    | Alfredo Martini   | + 48:48 min |
| Siebter     | Giulio Bresci     | + 49:14 min |
| Achter      | Serafino Biagioni | + 53:14 min |
| Neunter     | Nedo Logli        | + 56:59 min |
| Zehnter     | Silvio Pedroni    | + 1:02:10 h |
| Bergwertung | Fausto Coppi      |             |
| Zweiter     | Ezio Cecchi       |             |
| Dritter     | Alfredo Pasotti   |             |
| Teamwertung | Wilier Tristina   |             |